# Bonifica Parmigiana Moglia
La Bonifica Parmigiana Moglia Secchia è un consorzio interprovinciale costituito dalle province di Reggio Emilia, Modena e Mantova con sede a Reggio Emilia.
È il primo esempio in Italia di bonifica idraulica e agraria totale. Non a caso finiti i lavori Natale Prampolini, l'ingegnere che progettò questo enorme complesso di canali e idrovore, venne chiamato a bonificare l'Agro pontino.

## Sede
La sede è in corso Garibaldi a Reggio Emilia. Il palazzo si trova fianco della Basilica della Madonna della Ghiara e nella facciata principale sono presenti gli stemmi delle tre province fondatrici del Consorzio.

## Lavori
La bonifica Parmigiana Moglia e le strutture da essa lasciate (linee elettriche e telefoniche, ferrovie, strade ecc). furono il trampolino di lancio per la bassa reggiano-modenese, fino a fare diventare questi luoghi alcune delle zone tuttora più innovative e progredite d'Europa.
Con i lavori di bonifica idraulica nella zona tra Boretto (RE) e Moglia (MN) si intendeva redimere dalle acque in modo stabile vaste zone di terreni, che fino ad allora si trovavano in uno stato malsano ed improduttivo.
Fine dei lavori era di arrivare ad una razionale separazione delle acque basse da quelle alte, portando acqua in tutti i periodi dell'anno nei campi coltivati fino in Appennino.
Venne adottato il metodo dell'ingegner Natale Prampolini che tenne conto della diversa regolamentazione delle acque alte e basse con due collettori, il primo delle acque basse, l'altro per le alte, tutti e due scaricanti nel Secchia, più alto, grazie a due potenti impianti idrovori: quello per le acque alte a Mondine di Moglia, e quello per le basse a San Siro di San Benedetto Po.

## Bonifica Agraria
Di pari passo con la bonifica idraulica il Consorzio incoraggiò la bonifica agraria aiutando, con sovvenzioni, la costruzione di fabbricati rurali. Fra il 1924 e il 1934 si costruirono nel comprensorio 1460 nuovi fabbricati, in parte con disponibilità liquide dei proprietari, in parte con l'aiuto di mutui ottenuti attraverso il Consorzio.

## Come funziona la bonifica Parmigiana Moglia
Con le opere di bonifica realizzate a partire dal 1919 si è risolto il problema del drenaggio delle acque dei terreni che non hanno sufficiente pendenza tramite escavazione di cavi o collettori, cioè canali abbastanza profondi da raccogliere l'acqua che scola dai campi.

### Acque alte e basse
Per evitare che i cavi che trasportano acque provenienti dai territori più alti invadano i territori più bassi, è necessaria la separazione delle acque alte da quelle basse.
Le acque alte scorrono in zone alla quota di 25 metri sul livello del mare e si trovano nella parte meridionale del comprensorio.
Queste acque vengono convogliate, attraverso i cavi Bondeno, Naviglio, Tresinaro e Lama, in un unico collettore, chiamato cavo Parmigiana-Moglia o cavo Fiuma. Tale collettore scarica le acque provenienti dalle terre alte, per caduta libera, nel fiume Secchia in località Bondanello (Moglia). Quando la Secchia è in piena, le chiaviche di Bondanello si chiudono e le acque del cavo Parmigiana-Moglia, convogliate nel tratto terminale del cavo Lama, possono comunque venire smaltite dall'impianto idrovoro di Mondine.

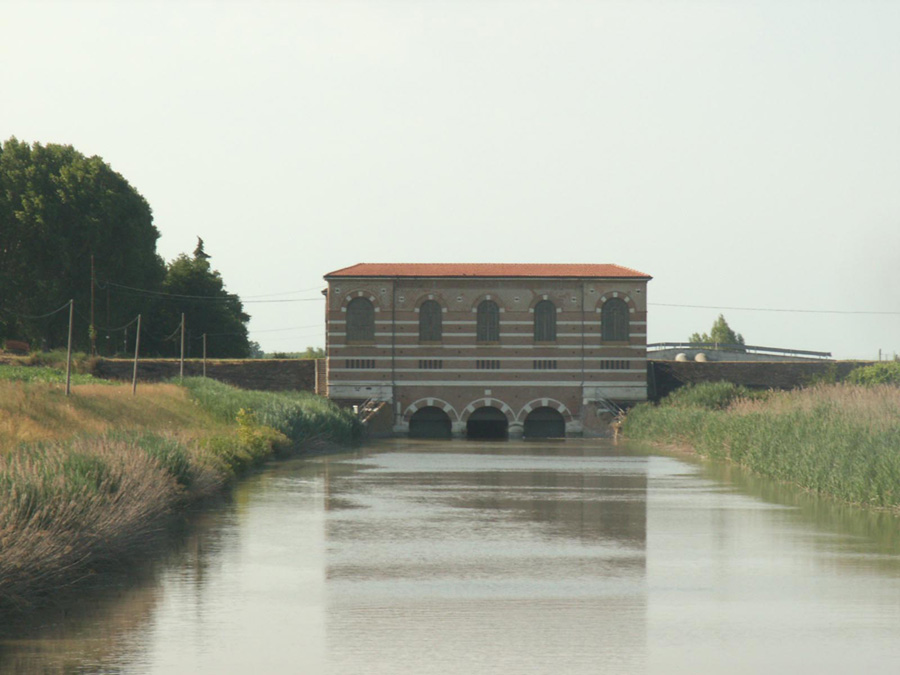
La botte San Prospero a Moglia (MN)

Le acque basse scorrono al di sotto di tale quota nella parte settentrionale, e sono immediatamente riconoscibili per l'assenza di argini. Nei punti di incrocio fra canali di acque alte e canali di acque basse, queste ultime passano al di sotto delle prime tramite strutture dette botti.
Le acque basse quindi confluiscono in due canali di scolo principali: il Collettore Acque Basse Reggiane e il Collettore Acque Basse Modenesi. Questi si riuniscono poi in un Canale Emissario che sottopassa il cavo Parmigiana-Moglia alla botte S.Prospero, e convoglia le acque basse alla Secchia presso l'impianto idrovoro di S. Siro.

### Irrigazione
L'acqua necessaria per l'irrigazione viene derivata dal Po a Boretto, dove entra nel Canale Derivatore e quindi nel cavo Parmigiana-Moglia. Da qui si distribuisce per gravità nelle zone al di sotto dei 20 metri sul livello del mare; nel restante comprensorio occorre innalzarla attraverso impianti di sollevamento. Per questo, canali come Parmigiana-Moglia e Lama, che in autunno-inverno scolano le acque alte verso valle, nei periodi secchi (da maggio a settembre) convogliano verso monte l'acqua destinata all'irrigazione.

## La rete di infrastrutture e canali
La rete di infrastrutture e canali costruita per la bonificazione del territorio della bassa reggiano-modenese è imponente.
Di seguito troverete un elenco delle strutture più importanti con relativa spiegazione.

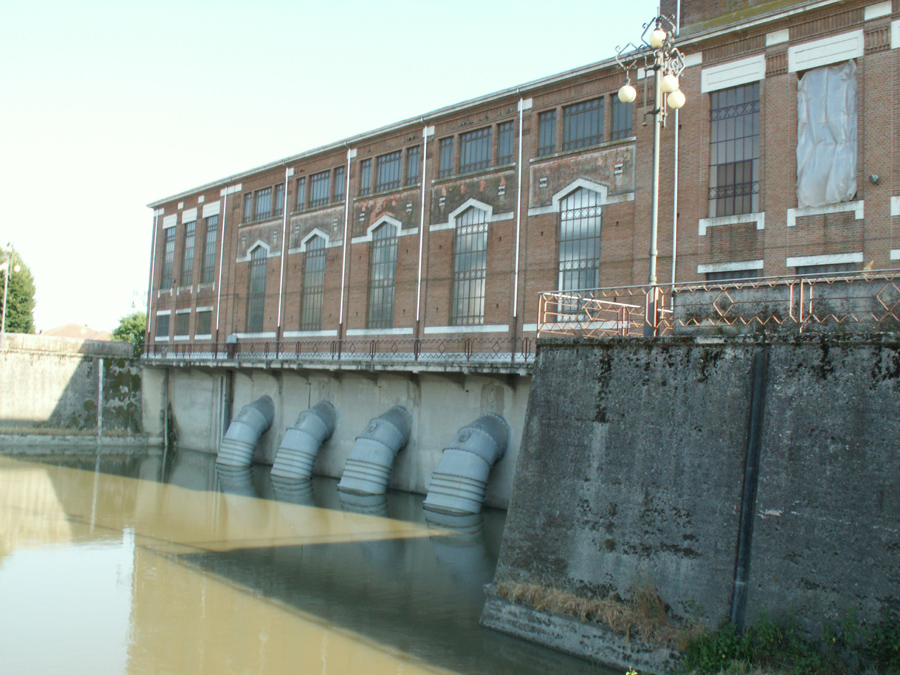
Quattro delle cinque bocche d'aspirazione dell'impianto idrovoro "Mondine"

2 impianti di sollevamento a Po, in località Boretto, che permettono di servire un territorio di 140.000 ettari che comprende oltre al Consorzio Parmigiana Moglia anche quelli limitrofi: Bentivoglio-Enza, Revere, Agro-Mantovano-Reggiano.
Venticinque impianti di sollevamento secondario, che permettono di innalzare l'acqua derivata da quota 21 m a quota 52 m. Oltre 1000 km di canali di risalita e distributori, e innumerevoli manufatti secondari di regolazione e distribuzione.

### Boretto
L'impianto di sollevamento delle acque venne costruito per garantire gli ordinari prelievi d'acqua dal Po assicurandoli anche in periodo di magra.
Fu poi costruito, in corrispondenza della derivazione di Boretto, un impianto di sollevamento che è entrato in funzione nel 1954. Nel 1976 vennero inaugurati due nuovi impianti di sollevamento atti ad portare una maggior quantità d'acqua nel Cavo Fiuma.

### Bondanello
Luogo in cui la Parmigiana-Moglia si getta in Secchia.
In questo luogo si trovano delle porte vinciane costruite già dal marchese Bentivoglio nella seconda metà del Cinquecento che ormai non suppliscono più al compito per cui furono costruite.
Per questo, nel 1954 è stata costruita una nuova chiavica dotata di saracinesche per potere mantenere a regime il corso della Parmigiana-Moglia.

### Botti
Le botti sifone sono dei fabbricati in cui i collettori delle acque basse sottopassano i canali che portano le acque alte.
La prima botte fu costruita nel 1600 per volontà del marchese di Gualtieri allo scopo di oltrepassare il torrente Crostolo; in suo onore la botte venne chiamata Botte Bentivoglio.
Le botti sifone sono parte fondamentale dell'impianto di bonifica e si possono trovare ovunque.
La più importante nel lavoro di bonifica moderna è la botte San Prospero nel territorio di Moglia; qui ultimamente è stato applicato all'impianto un fascio di tubi chiamati maniche di frate funzionanti come valvola di sfogo se per caso il Cavo Fiuma si innalzasse troppo rispetto al suo livello originale.

### Stabilimento Mondine

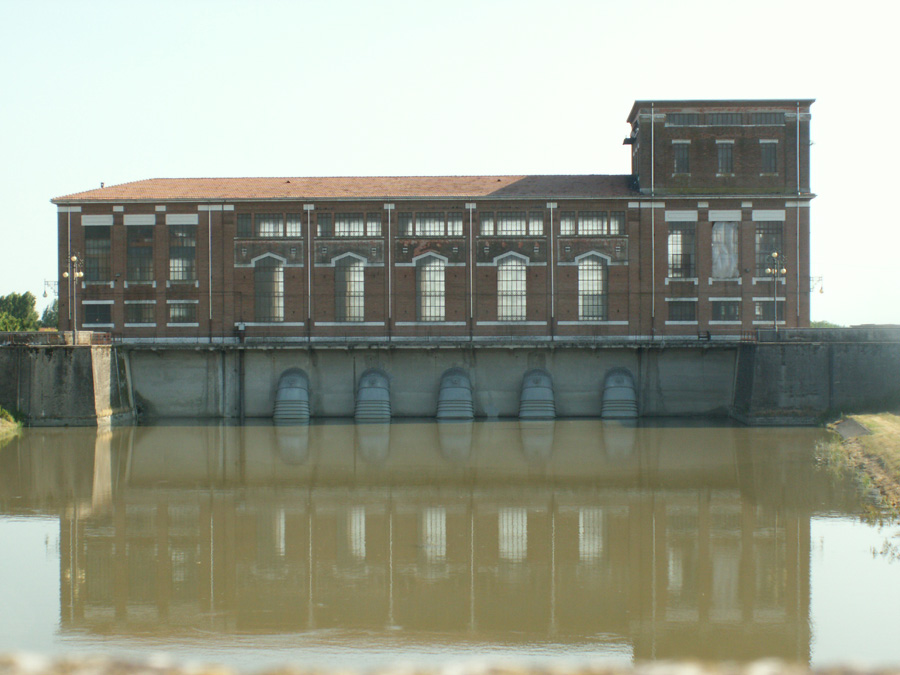
Impianto idrovoro "Mondine"

Lo stabilimento idrovoro Mondine è preposto al sollevamento delle acque alte reggiano-modenesi.
Dalle 10 bocche ai piedi del fabbricato, l'acqua viene aspirata da 5 pompe, che la sollevano fino all'altezza di 7,5 m e la versano a valle dello stabilimento grazie a 5 tubi che l'accompagnano fino in fondo alla vasca di scarico.
Una griglia di ferro, posta davanti alle bocche, arresta oggetti galleggianti e le erbe che altrimenti sarebbero spediti, con l'acqua, nelle pompe. Il successivo sbocco dell'acqua nel fiume Secchia avviene tramite un'apposita chiavica collocata all'estremità della vasca di scarico e sull'argine del fiume.

### San Siro
Nel comune di San Benedetto Po è collocato l'impianto idrovoro San Siro per il sollevamento delle acque basse, quando non è possibile la loro immissione nel fiume Secchia per via naturale (semplice principio di gravità).
L'impianto, realizzato negli anni 1919-1926, comprende 8 pompe che immettono l'acqua sollevata in una vasca di scarico.
La chiavica di sbocco è munita di apparecchi di chiusura in triplice ordine cioè: saracinesche comandate elettricamente, portoni a vento ed una serie di porte vinciane, al fine di difendere il territorio e gli stabilimenti dal riflusso del Secchia.
Una volta superata la quota raggiunta dalla Secchia, l'acqua della vasca di scarico fa aprire automaticamente le porte vinciane che presidiano le chiaviche poste sul fiume ed ha inizio il suo deflusso. Nel caso che le piene del Secchia e del Po non coincidessero con la piena del territorio della bonifica e quindi non fosse necessario azionare le pompe, sono calate le saracinesche, collocate per maggior sicurezza sulle chiaviche, e si attende per il loro sollevamento che la piena sia passata.
A tal pro possono venire utilizzate le casse d'espansione presenti sul Cavo Fiuma tra Novellara e Reggiolo (cassa d'espansione Valle Bagna, Valletta e Valle Bruciati) oggi questa zona è Area di Riequilibrio Ecologico.
Ciascuna pompa centrifuga è collegata con un motore elettrico che è in grado di sollevare 10 m³/s

### Canale Parmigiana-Moglia

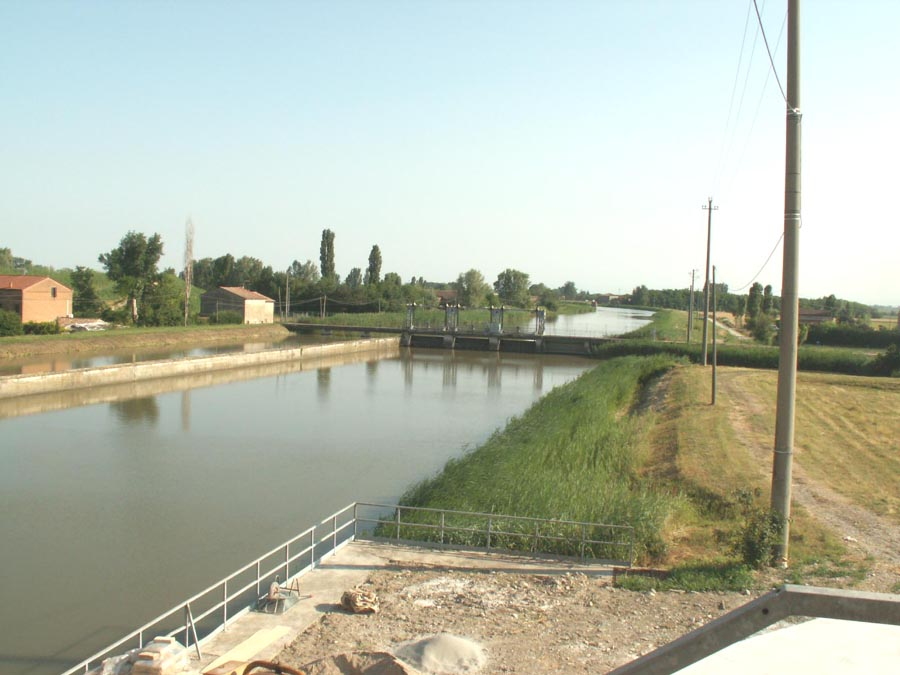
Canali di scolo per acque alte

Canale artificiale detto "La Fiüma" scavato in un vecchio alveo del fiume Po già alla metà del XVI secolo dal marchese di Gualtieri Cornelio Bentivoglio. Ampliata per poter sopportare una quantità d'acqua maggiore nei grandi lavori del 1919-1926.
Dopo i lavori curati da Natale Prampolini è stata classificata come cavo per le acque alte.

### Cavo Lama
Canale collettore delle acque alte per il modenese, la Lama svolge per quasi tutto il suo corso funzione di drenaggio dei terreni.
Il percorso della Lama risente di una forte pendenza per cui fu dotata di molti impianti di sollevamento.
Poco prima dello sbocco in Secchia, il Cavo Lama si collega con il Cavo Parmigiana-Moglia, così che le acque da quest'ultimo derivate dal fiume Po possano giungere nella Lama ed essere quindi convogliate verso monte.

## Cronologia
- 1920 Hanno inizio le grandi opere di bonifica idraulica studiate negli anni precedenti: impianti idrovori di S.Siro e Mondine, Canale emissario, collettori delle acque basse raggiane e modenesi, canali secondari delle acque basse reggiane e modenesi, canali e collettori delle acque alte reggiane e modenesi.
- 1926 In anticipo rispetto ai programmi, Benito Mussolini aziona da lontano l'impianto di S. Siro. inaugurando così la bonifica.
- 1928 Con l'approvazione del progetto di massima viene dato inizio alla costruzione di un primo gruppo di opere complementari per la derivazione di 27,5 m³ al secondo di acqua da Po a Boretto Si procede quindi al riadattamento dei manufatti di cattura dell'acqua e del canale derivatore che porterà le acque dal Po alla Botte sotto il Crostolo (botte Bentivoglio).
- 1929 Si inizia la costruzione dei primi sedici impianti di sollevamento e la costruzione e sistemazione dei tre canali principali di risalita (canali di Reggio Emilia, Correggio e Carpi)
- 1930 Si dà inizio alla costruzione di 100 km di linee elettriche per il funzionamento degli impianti consorziali. Si procede alla sistemazione e costruzione di canali destinati ai servizio dell'irrigazione.
- 1932 Si completa la costruzione di oltre 80 km di linee telefoniche. Entrano in funzione le prime opere importanti di irrigazione con la messa in esercizio dei primi sedici impianti irrigui. Per la prima volta si effettua la regolare distribuzione di acqua irrigua.
- 1946 Alla fine della guerra riprende la sua la ricostruzione delle opere danneggiate, e la costruzione di nuovi canali.
- 1947 Per sopperire alle maggiori esigenze irrigue del comprensorio la derivazione da Po viene portata da 27,5 a 40 m³ al secondo.
- 1949 Viene inaugurato l'impianto di Cà Rossa' il cui compito è di recuperare e rimettere in ciclo le colatizie dei terreni già irrigati.
- 1951 I consorzi Agro Mantovano Reggiano e di 'Revere si uniscono formando il consorzio Parmigiana Moglia e Bentivoglio per derivare l'acqua di loro competenza dalla presa di Boretto. Ciò comporta la costruzione di opere d'interesse comune tra cui costruzione dell'impianto di Boretto.
- 1954 Entra in funzione l'impianto di Boretto che ha il compito di fornire ai Consorzi l'acqua di competenza nei periodi di magra del fiume Po.
- 1955 Ha inizio il lavoro di completamento degli impianti di irrigazione per fronteggiare le aumentate esigenze dell'esercizio irriguo (Cartoccio, S.Maria, Rotte, Mancasale, Nave, Carpi, Quartirolo, Correggio, Pratazzola, Magnavacca, Santa Croce, Gargallo e Rovereto).
- 1957 Vengono approvati dall'amministrazione il progetto generale di massima e il progetto esecutivo del primo stralcio del grande acquedotto Consorziale.
- 1961 Proseguita e intensificata la costruzione delle canalizzazioni irrigue secondarie per il completamento dell'irrigazione.
- 1976 Viene consegnato il nuovo impianto di Boretto costruito per supplire la mancanza di acqua nel periodo estivo.

## I numeri della bonifica Parmigiana Moglia
Nello spazio di poco più di 5 anni:
- canali per una lunghezza complessiva di 1300 km;
- terra di oltre 10 milioni di metri cubi;
- 16 botti;
- 150 ponti;
- 30.000.000 di mattoni;
- più di 150.000 metri cubi di sabbia e ghiaia;
- 50.000 tonnellate di ferro.

## Gestione della bonifica al giorno d'oggi
Dal 1º ottobre 2009 il Consorzio di Bonifica dell'Emilia Centrale è subentrato ai cessati Consorzi di Bonifica Bentivoglio-Enza e Parmigiana Moglia-Secchia in base alla Legge Regionale n.5/2009 sul riordino dei Consorzi di Bonifica nella Regione Emilia-Romagna.
Attualmente il sistema idraulico della bonifica Parmigiana Moglia è in gestione al Consorzio di bonifica dell'Emilia Centrale, con sede a Reggio Emilia.